# Alexandria (Virginia)
 For alternative betydninger, se Alexandria (flertydig). (Se også artikler, som begynder med Alexandria)
Alexandria er en by i delstaten Virginia beliggende på Potomacfloden nær Washington, D.C. Byens indbyggertal er 159.467(2020).
Byen blev grundlagt i 1749  og er opkaldt efter to rige handelsmænd, brødrene Alexander.